# Haplothrips cerealis
Haplothrips cerealis är en insektsart som beskrevs av Hermann Priesner 1939. Haplothrips cerealis ingår i släktet Haplothrips och familjen rörtripsar. Inga underarter finns listade i Catalogue of Life.